# 12016 Green
12016 Green (1996 XC) là một tiểu hành tinh vành đai chính được phát hiện ngày 1 tháng 12 năm 1996 bởi P. G. Comba ở Prescott.